# Finansministeriet (Finland)
Finansministeriet (förk. FM; finska: valtiovarainministeriö) i Finland är en del av statsrådet (regeringen) och ansvarar för den ekonomiska politiken och finanspolitiken, statens budget samt fungerar som expert inom skattepolitiken. Ministeriet leds av finansministern, utöver det sorterar vanligtvis ytterligare en minister under ministeriet (för närvarande förvaltnings- och kommunminister). Ministeriets högsta tjänsteman är en statssekreterare som fungerar som kanslichef. Han bistås av två understatssekreterare vilka ansvarar för den ekonomiska avdelningen och finansmarknadsavdelningen respektive personalavdelningen, avdelningen för utvecklandet av förvaltningen samt statsrådets informationsförvaltningsenhet.
Större delen av FM är inrymt i Statsrådsborgen där även Statsrådets kansli och Justitiekanslerämbetet återfinns.